# Modena Volley

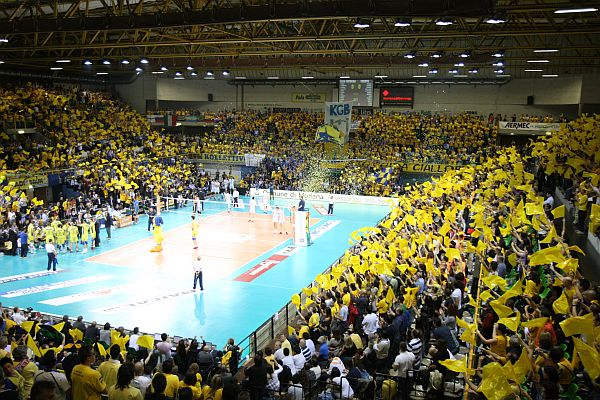
PalaPanini od środka

Modena Volley – włoski męski klub siatkarski z siedzibą w Modenie, założony w 1966 roku. Jeden z najbardziej utytułowanych włoskich klubów siatkarskich.

## Chronologia nazw klubu
| Lata      | Nazwa                        |
| --------- | ---------------------------- |
| 1968-1989 | Panini Modena                |
| 1989-1991 | Philips Modena               |
| 1991-1992 | Carimonte Modena             |
| 1992-1993 | Panini Modena                |
| 1993-1994 | Daytona Modena               |
| 1994-1995 | Daytona Las Modena           |
| 1995-1997 | Las Daytona Modena           |
| 1997-2000 | Casa Modena Unibon           |
| 2000-2002 | Casa Modena Salumi           |
| 2002-2004 | Kerakoll Modena              |
| 2004-2005 | Daytona Modena               |
| 2005-2008 | Cimone Modena                |
| 2008-2010 | Trenkwalder Modena           |
| 2010-2014 | Casa Modena                  |
| 2014-2015 | Parmareggio Modena           |
| 2015-2016 | DHL Modena                   |
| 2016-2018 | Azimut Modena                |
| 2018-2019 | Azimut Leo Shoes Modena      |
| 2019-2021 | Leo Shoes Modena             |
| 2021-2022 | Leo Shoes PerkinElmer Modena |
| 2022-     | Valsa Group Modena           |

## Sukcesy
Mistrzostwo Włoch:
- 1. miejsce (12x): 1970, 1972, 1974, 1976, 1986, 1987, 1988, 1989, 1995, 1997, 2002, 2016
- 2. miejsce (2x): 2003, 2015

 Puchar Włoch:
- 1. miejsce (12x): 1979, 1980, 1985, 1986, 1988, 1989, 1994, 1995, 1997, 1998, 2015, 2016

 Superpuchar Włoch:
- 1. miejsce (4x): 1997, 2015, 2016, 2018

 Puchar Europy Mistrzów Klubowych:
- 1. miejsce (4x): 1990, 1996, 1997, 1998
- 2. miejsce (3x): 1987, 1988, 1989
- 3. miejsce (1x): 1991

 Puchar Europy Zdobywców Pucharów:
- 1. miejsce (3x): 1980, 1986, 1995

 Puchar Top Teams:
- 2. miejsce (1x): 2007

 Puchar CEV (1980–2007):
- 1. miejsce (4x): 1983, 1984, 1985, 2004
- 2. miejsce (2x): 2000, 2001

 Puchar CEV (2007–):
- 1. miejsce (1x): 2023[2]

 Puchar Challenge:
- 1. miejsce (1x): 2008

 Superpuchar Europy:
- 1. miejsce (1x): 1998

## Polacy w klubie
| Lata gry  | Imię i nazwisko   |
| --------- | ----------------- |
| 2005–2006 | Dawid Murek       |
| 2011–2012 | Łukasz Kadziewicz |
| 2013–2014 | Zbigniew Bartman  |
| 2018–2020 | Bartosz Bednorz   |

## Trenerzy
| Lata      | Imię i nazwisko     |
| --------- | ------------------- |
| 1968-1970 | Livio Selmi         |
| 1968-1975 | Franco Anderlini    |
| 1975-1978 | Edward Skorek       |
| 1978-1983 | Gian Paolo Guidetti |
| 1983-1985 | Andrea Nannini      |
| 1985-1989 | Julio Velasco       |
| 1989-1990 | Vladimir Janković   |
| 1990-1992 | Massimo Barbolini   |
| 1992-1993 | Bernardo Rezende    |
| 1993-1997 | Daniele Bagnoli     |
| 1997-1998 | Francesco Dall'Olio |
| 1999-2000 | Franco Bertoli      |
| 2000-2001 | Daniele Bagnoli     |
| 2001-2004 | Angelo Lorenzetti   |
| 2003-2004 | Maurizio Menarini   |
| 2004-2006 | Julio Velasco       |
| 2006-2007 | Bruno Bagnoli       |

| 2007-2008 (do 16.12.2008) | Andrea Giani       |
| 2008-2009 (od 16.12.2008) | Emanuele Zanini    |
| 2009-2011 (do 23.01.2011) | Silvano Prandi     |
| 2011-2012 (od 24.01.2011) | Daniele Bagnoli    |
| 2012-2016                 | Angelo Lorenzetti  |
| 2016-2017 (do 06.02.2017) | Roberto Piazza     |
| 2017-2017 (od 07.02.2017) | Lorenzo Tubertini  |
| 2017-2018                 | Radostin Stojczew  |
| 2018-2019                 | Julio Velasco      |
| 2019-2023                 | Andrea Giani       |
| 2023-2024 (do 28.01.2024) | Francesco Petrella |
| 2024- (od 29.01.2024)     | Alberto Giuliani   |

## Bilans sezon po sezonie
| Sezon     | Rozgrywki ligowe | Rozgrywki ligowe | Puchar Włoch | Europejskie puchary              | Europejskie puchary |
| Sezon     | Poziom           | Miejsce          | Puchar Włoch | Rozgrywki klubowe                | Osiągnięcie         |
| --------- | ---------------- | ---------------- | ------------ | -------------------------------- | ------------------- |
| 1966/1967 | Serie C          | 1. miejsce       |              |                                  |                     |
| 1967/1968 | Serie B          | 1. miejsce       |              |                                  |                     |
| 1968/1969 | Serie A          | 4. miejsce       |              |                                  |                     |
| 1969/1970 | Serie A          | 1. miejsce       |              |                                  |                     |
| 1970/1971 | Serie A          | 2. miejsce       |              |                                  |                     |
| 1971/1972 | Serie A          | 1. miejsce       |              |                                  |                     |
| 1972/1973 | Serie A          | 3. miejsce       |              |                                  |                     |
| 1973/1974 | Serie A          | 1. miejsce       |              |                                  |                     |
| 1974/1975 | Serie A          | 3. miejsce       |              |                                  |                     |
| 1975/1976 | Serie A          | 1. miejsce       |              |                                  |                     |
| 1976/1977 | Serie A          | 3. miejsce       |              |                                  |                     |
| 1977/1978 | Serie A1         | 4. miejsce       |              |                                  |                     |
| 1978/1979 | Serie A1         | 2. miejsce       | 1. miejsce   |                                  |                     |
| 1979/1980 | Serie A1         | 3. miejsce       | 1. miejsce   | Puchar Europy Zdobywców Pucharów | 1. miejsce          |
| 1980/1981 | Serie A1         | 2. miejsce       | 4. miejsce   | Puchar Europy Zdobywców Pucharów | 1/8 finału          |
| 1981/1982 | Serie A1         | 3. miejsce       | 2. miejsce   |                                  |                     |
| 1982/1983 | Serie A1         | 4. miejsce       |              | Puchar CEV                       | 1. miejsce          |
| 1983/1984 | Serie A1         | 3. miejsce       | 2. miejsce   | Puchar CEV                       | 1. miejsce          |
| 1984/1985 | Serie A1         | 2. miejsce       | 1. miejsce   | Puchar CEV                       | 1. miejsce          |
| 1985/1986 | Serie A1         | 1. miejsce       | 1. miejsce   | Puchar Europy Zdobywców Pucharów | 1. miejsce          |
| 1986/1987 | Serie A1         | 1. miejsce       | 2. miejsce   | Puchar Europy Mistrzów Klubowych | 2. miejsce          |
| 1987/1988 | Serie A1         | 1. miejsce       | 1. miejsce   | Puchar Europy Mistrzów Klubowych | 2. miejsce          |
| 1988/1989 | Serie A1         | 1. miejsce       | 1. miejsce   | Puchar Europy Mistrzów Klubowych | 2. miejsce          |
| 1989/1990 | Serie A1         | 2. miejsce       | 2. miejsce   | Puchar Europy Mistrzów Klubowych | 1. miejsce          |
| 1990/1991 | Serie A1         | 6. miejsce       |              | Puchar Europy Mistrzów Klubowych | 2. miejsce          |
| 1991/1992 | Serie A1         | 7. miejsce       | 1/8 finału   |                                  |                     |
| 1992/1993 | Serie A1         | 10. miejsce      | ćwierćfinał  |                                  |                     |
| 1993/1994 | Serie A1         | 3. miejsce       | 1. miejsce   |                                  |                     |
| 1994/1995 | Serie A1         | 1. miejsce       | 1. miejsce   | Puchar Europy Zdobywców Pucharów | 1. miejsce          |
| 1995/1996 | Serie A1         | 3. miejsce       | 4. miejsce   | Puchar Europy Mistrzów Klubowych | 1. miejsce          |
| 1996/1997 | Serie A1         | 1. miejsce       | 1. miejsce   | Puchar Europy Mistrzów Klubowych | 1. miejsce          |
| 1997/1998 | Serie A1         | 3. miejsce       | 1. miejsce   | Puchar Europy Mistrzów Klubowych | 1. miejsce          |
| 1998/1999 | Serie A1         | 2. miejsce       | półfinał     | Puchar Europy Mistrzów Klubowych | faza grupowa        |
| 1999/2000 | Serie A1         | 2. miejsce       | półfinał     | Puchar CEV                       | 2. miejsce          |
| 2000/2001 | Serie A1         | 4. miejsce       | półfinał     | Puchar CEV                       | 2. miejsce          |
| 2001/2002 | Serie A1         | 1. miejsce       | ćwierćfinał  | Puchar CEV                       | 1/8 finału          |
| 2002/2003 | Serie A1         | 2. miejsce       | półfinał     | Liga Mistrzów                    | 2. miejsce          |
| 2003/2004 | Serie A1         | 10. miejsce      |              | Puchar CEV                       | 1. miejsce          |
| 2004/2005 | Serie A1         | 11. miejsce      |              |                                  |                     |
| 2005/2006 | Serie A1         | 4. miejsce       | ćwierćfinał  |                                  |                     |
| 2006/2007 | Serie A1         | 5. miejsce       | ćwierćfinał  | Puchar Top Teams                 | 2. miejsce          |
| 2007/2008 | Serie A1         | 8. miejsce       | ćwierćfinał  | Puchar Challenge                 | 1. miejsce          |
| 2008/2009 | Serie A1         | 10. miejsce      |              |                                  |                     |
| 2009/2010 | Serie A1         | 5. miejsce       | półfinał     |                                  |                     |
| 2010/2011 | Serie A1         | 5. miejsce       | ćwierćfinał  | Puchar CEV                       | ćwierćfinał         |
| 2011/2012 | Serie A1         | 9. miejsce       | półfinał     | Puchar Challenge                 | II runda            |
| 2012/2013 | Serie A1         | 5. miejsce       | półfinał     |                                  |                     |
| 2013/2014 | Serie A1         | 4. miejsce       | ćwierćfinał  |                                  |                     |
| 2014/2015 | Serie A1         | 2. miejsce       | 1. miejsce   |                                  |                     |
| 2015/2016 | Serie A1         | 1. miejsce       | 1. miejsce   | Liga Mistrzów                    | 1/12 finału         |
| 2016/2017 | Serie A1         | 4. miejsce       | półfinał     | Liga Mistrzów                    | 1/6 finału          |
| 2017/2018 | Serie A1         | 3. miejsce       | półfinał     |                                  |                     |
| 2018/2019 | Serie A1         | 4. miejsce       | półfinał     | Liga Mistrzów                    | faza grupowa        |
| 2019/2020 | Serie A1         | —                | półfinał     | Puchar CEV                       | awans do 1/2 finału |
| 2020/2021 | Serie A1         | 7. miejsce       | półfinał     | Liga Mistrzów                    | ćwierćfinał         |
| 2021/2022 | Serie A1         | 4. miejsce       | ćwierćfinał  | Puchar CEV                       | 1/8 finału          |
| 2022/2023 | Serie A1         | 6. miejsce       | ćwierćfinał  | Puchar CEV                       | 1. miejsce          |
| 2023/2024 | Serie A1         | 8. miejsce       | ćwierćfinał  |                                  |                     |
| 2024/2025 | Serie A1         | 6. miejsce       | ćwierćfinał  |                                  |                     |

- W sezonie 2019/2020 rozgrywki przerwano z powodu rozprzestrzenia się koronawirusa we Włoszech

Poziom rozgrywek:
     pierwszy, najwyższy ogólnokrajowy
     drugi
     trzeci
     czwarty
     piąty

## Zawodnicy
- Z tym tematem związana jest kategoria: Siatkarze Pallavolo Modena.

## Kadra
| Nr                        | Imię i nazwisko      | Data ur. | Wzrost | Pozycja      |
| ------------------------- | -------------------- | -------- | ------ | ------------ |
| 3                         | Jacopo Massari       | 1988     | 185    | przyjmujący  |
| 5                         | Pardo Mati           | 2006     | 203    | środkowy     |
| 9                         | Uładzisłau Dawyskiba | 2001     | 197    | przyjmujący  |
| 17                        | Simone Anzani        | 1992     | 204    | środkowy     |
| 19                        | Paul Buchegger       | 1996     | 206    | atakujący    |
| 24                        | Ahmed Ikhbayri       | 1996     | 200    | atakujący    |
| Potwierdzone transfery    |                      |          |        |              |
|                           | Luke Perry           | 1995     | 180    | libero       |
|                           | Amir Tizi-Oualou     | 2005     | 197    | rozgrywający |
|                           | Arthur Bento         | 2004     | 209    | przyjmujący  |
|                           | Matías Giraudo       | 1998     | 202    | rozgrywający |
|                           | Luca Porro           | 2004     | 193    | przyjmujący  |
| Niepotwierdzone transfery |                      |          |        |              |
|                           | Edoardo Caneschi     | 1997     | 205    | środkowy     |

| Nr | Imię i nazwisko                 | Data ur. | Wzrost | Pozycja      |
| -- | ------------------------------- | -------- | ------ | ------------ |
| 3  | Jacopo Massari                  | 1988     | 185    | przyjmujący  |
| 4  | Sil Meijs                       | 2002     | 204    | rozgrywający |
| 5  | Pardo Mati                      | 2006     | 203    | środkowy     |
| 6  | Giovanni Sanguinetti            | 2000     | 202    | środkowy     |
| 7  | Dragan Stanković                | 1985     | 205    | środkowy     |
| 9  | Uładzisłau Dawyskiba            | 2001     | 197    | przyjmujący  |
| 11 | Riccardo Gollini                | 2000     | 194    | libero       |
| 15 | Luciano De Cecco                | 1988     | 193    | rozgrywający |
| 17 | Simone Anzani                   | 1992     | 204    | środkowy     |
| 19 | Paul Buchegger                  | 1996     | 206    | atakujący    |
| 22 | José Gutiérrez                  | 2001     | 194    | przyjmujący  |
| 24 | Ahmed Ikhbayri                  | 1996     | 200    | atakujący    |
| 35 | Nicolás Uriarte (od 27.02.2025) | 1990     | 192    | rozgrywający |
| 77 | Filippo Federici                | 2000     | 172    | libero       |
| 90 | Tommaso Rinaldi                 | 2001     | 200    | przyjmujący  |

| Nr | Imię i nazwisko      | Data ur. | Wzrost | Pozycja      |
| -- | -------------------- | -------- | ------ | ------------ |
| 1  | Bruno Rezende        | 1986     | 190    | rozgrywający |
| 2  | Mattia Boninfante    | 2004     | 190    | rozgrywający |
| 5  | Osmany Juantorena    | 1985     | 200    | przyjmujący  |
| 6  | Giovanni Sanguinetti | 2000     | 202    | środkowy     |
| 7  | Dragan Stanković     | 1985     | 205    | środkowy     |
| 8  | Giulio Pinali        | 1997     | 198    | atakujący    |
| 10 | Roberto Pinali       | 1995     | 187    | przyjmujący  |
| 11 | Riccardo Gollini     | 2000     | 194    | libero       |
| 12 | Maksim Sapożkow      | 2000     | 220    | atakujący    |
| 14 | Anton Brehme         | 1999     | 206    | środkowy     |
| 15 | Uładzisłau Dawyskiba | 2001     | 197    | przyjmujący  |
| 17 | Filippo Federici     | 2000     | 172    | libero       |
| 18 | Nicholas Sighinolfi  | 1994     | 204    | środkowy     |
| 90 | Tommaso Rinaldi      | 2001     | 200    | przyjmujący  |

| Nr | Imię i nazwisko                  | Data ur. | Wzrost | Pozycja      |
| -- | -------------------------------- | -------- | ------ | ------------ |
| 3  | Lorenzo Pope                     | 2001     | 202    | przyjmujący  |
| 4  | Nicolas Maréchal (od 08.10.2022) | 1987     | 198    | przyjmujący  |
| 5  | Riccardo Gollini                 | 2000     | 194    | libero       |
| 6  | Giovanni Sanguinetti             | 2000     | 202    | środkowy     |
| 7  | Dragan Stanković                 | 1985     | 205    | środkowy     |
| 9  | Earvin N’Gapeth                  | 1991     | 194    | przyjmujący  |
| 10 | Lorenzo Sala                     | 2002     | 200    | przyjmujący  |
| 11 | Tobias Krick                     | 1998     | 211    | środkowy     |
| 12 | Adis Lagumdzija                  | 1999     | 210    | atakujący    |
| 14 | Tomas Rousseaux                  | 1994     | 198    | przyjmujący  |
| 15 | Elia Bossi                       | 1994     | 202    | środkowy     |
| 16 | Nicola Salsi                     | 1997     | 185    | rozgrywający |
| 21 | Salvatore Rossini                | 1986     | 185    | libero       |
| 90 | Tommaso Rinaldi                  | 2001     | 200    | przyjmujący  |

| Nr | Imię i nazwisko      | Data ur. | Wzrost | Pozycja      |
| -- | -------------------- | -------- | ------ | ------------ |
| 1  | Bruno Rezende        | 1986     | 190    | rozgrywający |
| 3  | Maarten Van Garderen | 1990     | 200    | przyjmujący  |
| 5  | Riccardo Gollini     | 2000     | 194    | libero       |
| 6  | Giovanni Sanguinetti | 2000     | 202    | środkowy     |
| 7  | Dragan Stanković     | 1985     | 205    | środkowy     |
| 8  | Swan N’Gapeth        | 1992     | 185    | przyjmujący  |
| 9  | Earvin N’Gapeth      | 1991     | 194    | przyjmujący  |
| 10 | Lorenzo Sala         | 2002     | 200    | przyjmujący  |
| 14 | Nimir Abdel-Aziz     | 1992     | 201    | atakujący    |
| 16 | Nicola Salsi         | 1997     | 185    | rozgrywający |
| 17 | Joandry Leal         | 1988     | 201    | przyjmujący  |
| 18 | Daniele Mazzone      | 1992     | 208    | środkowy     |
| 21 | Salvatore Rossini    | 1986     | 185    | libero       |

| 1                                     | Tommaso Rinaldi                | 2001 | 200 | przyjmujący  |
| 2                                     | Luis Estrada                   | 2000 | 201 | przyjmujący  |
| 3                                     | Nicola Iannelli                | 1999 | 185 | libero       |
| 4                                     | Nemanja Petrić                 | 1987 | 205 | przyjmujący  |
| 5                                     | Paolo Porro                    | 2001 | 183 | rozgrywający |
| 6                                     | Giovanni Sanguinetti           | 2000 | 202 | środkowy     |
| 7                                     | Dragan Stanković               | 1985 | 205 | środkowy     |
| 10                                    | Jenia Grebennikov              | 1990 | 188 | libero       |
| 11                                    | Micah Christenson              | 1993 | 198 | rozgrywający |
| 13                                    | Moritz Karlitzek               | 1996 | 191 | przyjmujący  |
| 14                                    | Luca Vettori                   | 1991 | 200 | atakujący    |
| 15                                    | Elia Bossi                     | 1994 | 202 | środkowy     |
| 17                                    | Paul Buchegger (od 20.11.2020) | 1996 | 206 | atakujący    |
| 18                                    | Daniele Mazzone                | 1992 | 208 | środkowy     |
| 19                                    | Daniele Lavia                  | 1999 | 200 | przyjmujący  |
| • Stanković w nowym klubie jako Włoch |                                |      |     |              |

| Nr | Imię i nazwisko      | Data ur. | Wzrost | Pozycja      |
| -- | -------------------- | -------- | ------ | ------------ |
| 1  | Matthew Anderson     | 1987     | 202    | przyjmujący  |
| 2  | Luis Estrada         | 2000     | 201    | przyjmujący  |
| 3  | Nicola Iannelli      | 1999     | 185    | libero       |
| 5  | Andrea Truocchio     | 2000     | 205    | środkowy     |
| 6  | Giovanni Sanguinetti | 2000     | 202    | środkowy     |
| 7  | Salvatore Rossini    | 1986     | 185    | libero       |
| 8  | Giulio Pinali        | 1997     | 198    | atakujący    |
| 9  | Ivan Zaytsev         | 1988     | 202    | atakujący    |
| 10 | Bartosz Bednorz      | 1994     | 201    | przyjmujący  |
| 11 | Micah Christenson    | 1993     | 198    | rozgrywający |
| 12 | Maxwell Holt         | 1987     | 205    | środkowy     |
| 15 | Elia Bossi           | 1994     | 202    | środkowy     |
| 16 | Nicola Salsi         | 1997     | 185    | rozgrywający |
| 18 | Daniele Mazzone      | 1992     | 208    | środkowy     |
| 90 | Denis Kaliberda      | 1990     | 193    | przyjmujący  |

| Nr | Imię i nazwisko       | Data ur. | Wzrost | Pozycja      |
| -- | --------------------- | -------- | ------ | ------------ |
| 1  | Bartosz Bednorz       | 1994     | 201    | przyjmujący  |
| 2  | Kevin Tillie          | 1990     | 200    | przyjmujący  |
| 3  | Lorenzo Benvenuti     | 1994     | 187    | libero       |
| 4  | Marco Pierotti        | 1996     | 193    | przyjmujący  |
| 5  | Luuc Van Der Ent      | 1998     | 208    | środkowy     |
| 7  | Salvatore Rossini     | 1986     | 185    | libero       |
| 8  | Giulio Pinali         | 1997     | 198    | atakujący    |
| 9  | Ivan Zaytsev          | 1988     | 202    | atakujący    |
| 10 | Jennings Franciskovic | 1995     | 196    | rozgrywający |
| 11 | Micah Christenson     | 1993     | 198    | rozgrywający |
| 12 | Maxwell Holt          | 1987     | 205    | środkowy     |
| 13 | Simone Anzani         | 1992     | 204    | środkowy     |
| 17 | Tine Urnaut           | 1988     | 201    | przyjmujący  |
| 18 | Daniele Mazzone       | 1992     | 208    | środkowy     |
| 24 | Denis Kaliberda       | 1990     | 193    | przyjmujący  |
| 25 | Wessel Keemink        | 1993     | 197    | rozgrywający |

| Nr | Imię i nazwisko       | Data ur. | Wzrost | Pozycja      |
| -- | --------------------- | -------- | ------ | ------------ |
| 1  | Bruno Rezende         | 1986     | 190    | rozgrywający |
| 2  | Jennings Franciskovic | 1995     | 196    | rozgrywający |
| 3  | Andrea Argenta        | 1996     | 205    | atakujący    |
| 4  | Maarten Van Garderen  | 1990     | 200    | przyjmujący  |
| 6  | Federico Tosi         | 1991     | 185    | libero       |
| 7  | Salvatore Rossini     | 1986     | 185    | libero       |
| 8  | Swan N’Gapeth         | 1992     | 185    | przyjmujący  |
| 9  | Earvin N’Gapeth       | 1991     | 194    | przyjmujący  |
| 10 | Giulio Sabbi          | 1989     | 201    | atakujący    |
| 11 | Elia Bossi            | 1994     | 202    | środkowy     |
| 12 | Maxwell Holt          | 1987     | 205    | środkowy     |
| 14 | Alberto Marra         | 1998     | 206    | środkowy     |
| 15 | Giulio Pinali         | 1997     | 200    | atakujący    |
| 16 | Czono Penczew         | 1994     | 200    | rozgrywający |
| 17 | Tine Urnaut           | 1988     | 201    | przyjmujący  |
| 18 | Daniele Mazzone       | 1992     | 208    | środkowy     |

| Nr | Imię i nazwisko   | Data ur. | Wzrost | Pozycja      |
| -- | ----------------- | -------- | ------ | ------------ |
| 1  | Brian Cook        | 1992     | 200    | przyjmujący  |
| 4  | Nemanja Petrić    | 1987     | 205    | przyjmujący  |
| 5  | Santiago Orduna   | 1983     | 185    | rozgrywający |
| 6  | Jacopo Massari    | 1988     | 185    | przyjmujący  |
| 7  | Salvatore Rossini | 1986     | 185    | libero       |
| 8  | Swan N’Gapeth     | 1992     | 185    | przyjmujący  |
| 9  | Earvin N’Gapeth   | 1991     | 194    | przyjmujący  |
| 10 | Kévin Le Roux     | 1989     | 209    | środkowy     |
| 11 | Matteo Piano      | 1990     | 208    | środkowy     |
| 12 | Maxwell Holt      | 1987     | 205    | środkowy     |
| 13 | Dragan Travica    | 1986     | 200    | rozgrywający |
| 14 | Samuel Onwuelo    | 1997     | 198    | atakujący    |
| 16 | Nicola Salsi      | 1997     | 185    | rozgrywający |
| 17 | Luca Vettori      | 1991     | 200    | atakujący    |

| Nr | Imię i nazwisko     | Data ur. | Wzrost | Pozycja      |
| -- | ------------------- | -------- | ------ | ------------ |
| 1  | Bruno Rezende       | 1986     | 190    | rozgrywający |
| 2  | Fabio Donadio       | 1994     | 196    | libero       |
| 4  | Nemanja Petrić      | 1987     | 205    | przyjmujący  |
| 5  | Pietro Soli         | 1994     | 190    | rozgrywający |
| 6  | Alberto Casadei     | 1984     | 200    | atakujący    |
| 7  | Salvatore Rossini   | 1986     | 185    | libero       |
| 8  | Luca Sartoretti     | 1995     | 190    | przyjmujący  |
| 9  | Earvin N’Gapeth     | 1991     | 194    | przyjmujący  |
| 10 | Miloš Nikić         | 1986     | 194    | przyjmujący  |
| 11 | Matteo Piano        | 1990     | 208    | środkowy     |
| 12 | Elia Bossi          | 1994     | 202    | środkowy     |
| 15 | Thiago Sens         | 1985     | 198    | przyjmujący  |
| 16 | Lucas Saatkamp      | 1986     | 209    | środkowy     |
| 17 | Luca Vettori        | 1991     | 200    | atakujący    |
| 18 | Nicholas Sighinolfi | 1994     | 204    | środkowy     |

| Nr | Imię i nazwisko               | Data ur. | Wzrost | Pozycja      |
| -- | ----------------------------- | -------- | ------ | ------------ |
| 1  | Bruno Rezende                 | 1986     | 190    | rozgrywający |
| 2  | Fabio Donadio                 | 1994     | 196    | libero       |
| 3  | Andrea Sala                   | 1978     | 202    | środkowy     |
| 4  | Nemanja Petrić                | 1987     | 205    | przyjmujący  |
| 5  | Dante Boninfante              | 1977     | 188    | rozgrywający |
| 6  | Alberto Casadei               | 1984     | 200    | atakujący    |
| 7  | Salvatore Rossini             | 1986     | 185    | libero       |
| 9  | Earvin N’Gapeth               | 1991     | 194    | przyjmujący  |
| 11 | Matteo Piano                  | 1990     | 208    | środkowy     |
| 12 | Pieter Verhees                | 1989     | 205    | środkowy     |
| 14 | Yūki Ishikawa (od 08.12.2014) | 1995     | 191    | przyjmujący  |
| 16 | Uroš Kovačević                | 1993     | 198    | przyjmujący  |
| 17 | Luca Vettori                  | 1991     | 200    | atakujący    |

| Nr | Imię i nazwisko   | Data ur. | Wzrost | Pozycja      |
| -- | ----------------- | -------- | ------ | ------------ |
| 1  | Loris Manià       | 1979     | 190    | libero       |
| 2  | Fabio Donaldo     | 1988     | 181    | libero       |
| 3  | Andrea Sala       | 1978     | 202    | środkowy     |
| 5  | Alen Šket         | 1988     | 204    | atakujący    |
| 6  | Sam Deroo         | 1992     | 202    | przyjmujący  |
| 7  | Guillaume Quesque | 1989     | 203    | przyjmujący  |
| 8  | Lukas Kampa       | 1986     | 196    | rozgrywający |
| 9  | Zbigniew Bartman  | 1987     | 195    | przyjmujący  |
| 11 | Thomas Beretta    | 1990     | 205    | środkowy     |
| 12 | Elia Bossi        | 1994     | 202    | środkowy     |
| 14 | Bruno Rezende     | 1986     | 190    | rozgrywający |
| 15 | Niki Hendriks     | 1992     | 197    | atakujący    |
| 16 | Uroš Kovačević    | 1993     | 198    | przyjmujący  |
| 18 | Davis Krumins     | 1990     | 195    | rozgrywający |

| Nr | Imię i nazwisko      | Data ur. | Wzrost | Pozycja      |
| -- | -------------------- | -------- | ------ | ------------ |
| 1  | Loris Manià          | 1979     | 190    | libero       |
| 2  | Luca Catellani       | 1991     | 184    | libero       |
| 3  | Andrea Sala          | 1978     | 202    | środkowy     |
| 6  | Sam Deroo            | 1992     | 202    | przyjmujący  |
| 7  | Guillaume Quesque    | 1989     | 203    | atakujący    |
| 8  | Gundars Celitāns     | 1985     | 202    | atakujący    |
| 9  | Dick Kooy            | 1987     | 202    | przyjmujący  |
| 11 | Alberto Casadei      | 1984     | 200    | przyjmujący  |
| 12 | Jakub Veselý         | 1986     | 206    | środkowy     |
| 14 | Marco Molteni        | 1976     | 196    | przyjmujący  |
| 16 | Riccardo Pinelli     | 1991     | 193    | rozgrywający |
| 17 | Michele Baranowicz   | 1989     | 195    | rozgrywający |
| 18 | Marco Cosimo Piscopo | 1983     | 205    | środkowy     |

Sezon 2011–2012
| Nr | Imię i nazwisko      | Data ur. | Wzrost | Pozycja      |
| -- | -------------------- | -------- | ------ | ------------ |
| 1  | Loris Manià          | 1979     | 190    | libero       |
| 2  | Luca Catellani       | 1991     | 184    | libero       |
| 3  | Andrea Sala          | 1978     | 202    | środkowy     |
| 5  | Andrij Diaczkow      | 1985     | 202    | atakujący    |
| 6  | Łukasz Kadziewicz    | 1980     | 206    | środkowy     |
| 7  | Ángel Dennis         | 1977     | 193    | przyjmujący  |
| 8  | Bertrand Carletti    | 1982     | 206    | rozgrywający |
| 9  | Dick Kooy            | 1987     | 202    | przyjmujący  |
| 11 | Giacomo Bellei       | 1988     | 202    | atakujący    |
| 12 | Wiktor Josifow       | 1985     | 205    | środkowy     |
| 14 | Mikko Esko           | 1978     | 198    | rozgrywający |
| 16 | Cristian Casoli      | 1975     | 192    | przyjmujący  |
| 17 | Matthew Anderson     | 1987     | 202    | przyjmujący  |
| 18 | Marco Cosimo Piscopo | 1983     | 205    | środkowy     |